# Либерална партија Канаде
Либерална партија Канаде (енгл. The Liberal Party of Canada, фр. Parti libéral du Canada) је канадска политичка партија. Основана је заједно са оснивањем Канадске Конфедерације (1867).
Док је првих тридесет година била у опозицији према владајућој Прогресивној конзервативној партији, већи део 20. века је била на власти у Канади, а сваки од њених вођа је барем једном имао мандат канадског премијера.
По својој идеологији и политичком програму Либерална партија Канаде оквирно припада политичком центру, али је приметно више лево оријентисана у односу на Демократску странку у САД, с којом се понекад упоређује. С друге стране, од ње је данас у Канади више лево оријентисана Нова демократска партија.
Либерална партија је на власти била од 1993. до парламентарних избора 2006. године када ју је поразила Конзервативна партија. Након избора 2015. поново се вратила на власт.